# Gmina Lincoln (hrabstwo Audubon)

Położenie Gminy Lincoln w hrabstwie Audubon

Gmina Lincoln (ang. Lincoln Township) – gmina w USA, w stanie Iowa, w hrabstwie Audubon. Według danych z 2000 roku gmina miała 349 mieszkańców.